# (4677) Hiroshi
(4677) Hiroshi (1990 SQ4) – planetoida z pasa głównego asteroid okrążająca Słońce w ciągu 5 lat i 202 dni w średniej odległości 3,13 j.a. Została odkryta 26 września 1990 roku w Kitami przez Atsushi Takahashiego i Kazurō Watanabe. Nazwa planetoidy pochodzi od Hiroshi Kanedy, japońskiego astronoma odkrywcy ponad 700 asteroid.